# H.C. Andersens eventyrlige verden: Nattergalen
|  | Denne artikel er oprettet af botten Steenthbot ud fra en ekstern database. Den kan derfor have sproglige fejl eller mangler. Denne skabelon kan fjernes efter kontrol af indholdet. |

H.C. Andersens eventyrlige verden: Nattergalen er en dansk børnefilm fra 2005 instrueret af Jørgen Bing.